# Alexander Whyte
Pour les articles homonymes, voir Whyte.
Alexander Whyte est un naturaliste et un explorateur britannique, né en 1834 et mort en 1908.

## Biographie
Ce membre de la Société linnéenne de Londres est le naturaliste attaché au territoire du Nyasaland (aujourd’hui Malawi). Il y réalise une importante collection sous la direction de Sir Harry Hamilton Johnston (1858-1927). Les plantes qu’il récolte sont notamment utilisées par James Britten (1846-1924) et Edmund Gilbert Baker (1864-1949) dans The Plants of Milanji, Nyasa-Land, collected by Mr. A. Whyte ... and described by Messrs. Britten, E. G. Baker, etc. (1894) et les mammifères sont décrits par Michael Rogers Oldfield Thomas (1858-1929) dans On the mammals obtained by Mr. A Whyte in Nyasaland, and presented to the British Museum by Sir H.H. Johnston (1897). Il récolte également 430 spécimens d’oiseaux appartenant à 134 espèces dont 12 nouvelles pour la science.

## Source
- (en) Bo Beolens et Michael Watkins, Whose Bird? Common Bird Names and the People They Commemorate, New Haven et Londres, Yale University Press, 2003, 400 p. (ISBN 0-300-10359-X).
- Maurice Boubier, L’Évolution de l’ornithologie, Paris, Alcan, coll. « Nouvelle collection scientifique », 1925, ii + 308